# Bolesław Leśmian
Bolesław Leśmian, nacido Bolesław Lesman (Varsovia, Zarato de Polonia, 22 de enero de 1877 - ibídem, 7 de noviembre de 1937), fue un notable poeta y artista polaco de origen judío, cuyos escritos le valieron la membresía de la Academia Polaca de Literatura.

## Obra
- "Sad rozstajny" (Varsovia, 1912)
- "Klechdy sezamowe" (Varsovia, 1913)
- "Przygody Sindbada Żeglarza" (Varsovia, 1913)
- "Łąka" ('Varsovia, 1920)
- "Napój cienisty" (Varsovia, 1936)
- "Dziejba leśna" (Varsovia, 1938)
- "Klechdy polskie" (Londres, 1956)
- "Skrzypek opętany" (Varsovia, 1985)
- "Pochmiel księżycowy", escrito originalmente en ruso (Varsovia, 1987)
- "Zdziczenie obyczajów pośmiertnych" (Cracovia, 1998)